# Wagneriana iguape
Wagneriana iguape är en spindelart som beskrevs av Levi 1991. Wagneriana iguape ingår i släktet Wagneriana och familjen hjulspindlar. Inga underarter finns listade i Catalogue of Life.